# 波兰翼骑兵
波兰翼骑兵（波蘭語： [xuˈsarja]）又稱翼骠骑兵、波蘭羽翼騎兵，是16至18世纪波兰和波兰-立陶宛联邦的主要作戰骑兵类型之一，早期的骠骑兵是模仿匈牙利的骠骑兵而創立的，其組成人員是流亡於波蘭的塞尔维亚武士；到16世纪下半叶，在波蘭国王巴托里·斯特凡的進行軍事改革之后，匈牙利的骠骑兵被完全波蘭化，被拆分成全副武装和敵人正面交鋒的重騎兵、進行突襲並快速撤離的的突击骑兵、以及用於衝鋒打亂敵陣的輕型騎兵，這三者都配有標誌性的波蘭羽翼。

## 历史

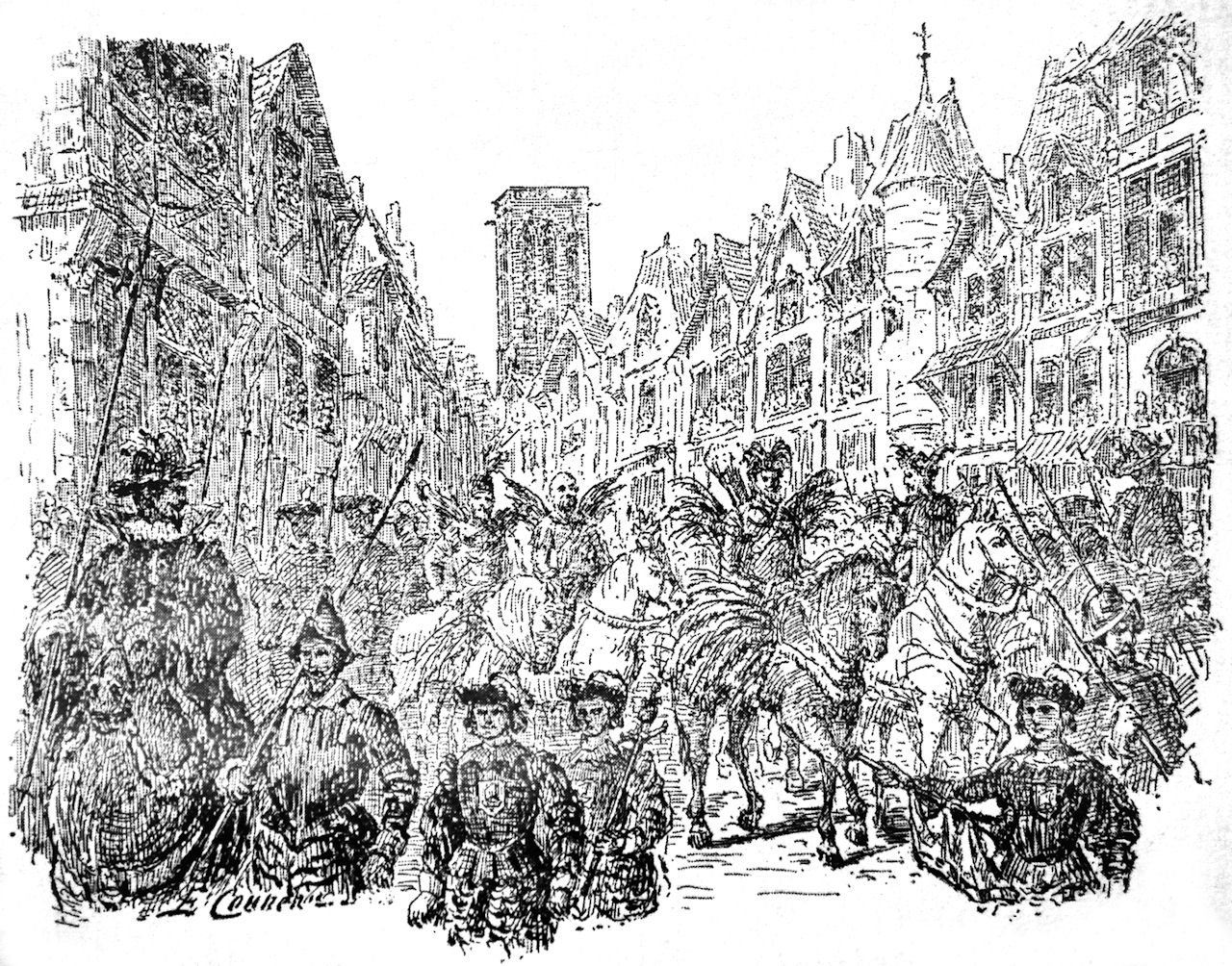
1573年，在拉罗谢尔围攻(1572-1573)之后，有翼的波兰骠骑兵代表进入法国拉罗谢尔，并向安茹公爵献上波兰王位

翼骑兵起源于塞尔维亚流亡战士的雇佣军。塞尔维亚的长矛兵，也叫Racowie，被用来对抗奥斯曼帝国的西帕希和德里的骑兵。波兰的历史档案中最早提到骠骑兵的时间可以追溯到1500年，尽管可能比这个时间更早。15世纪，以匈牙利国王马西亚斯·科维努斯为原型的轻骑兵被一些欧洲军队采用，以提供轻型、消耗性的骑兵部队。波兰的骠骑兵最初是以匈牙利的骠骑兵为基础的。16世纪波兰军队中轻骑兵的发展部分模仿了科维努斯军队中出现的塞尔维亚轻骑兵。

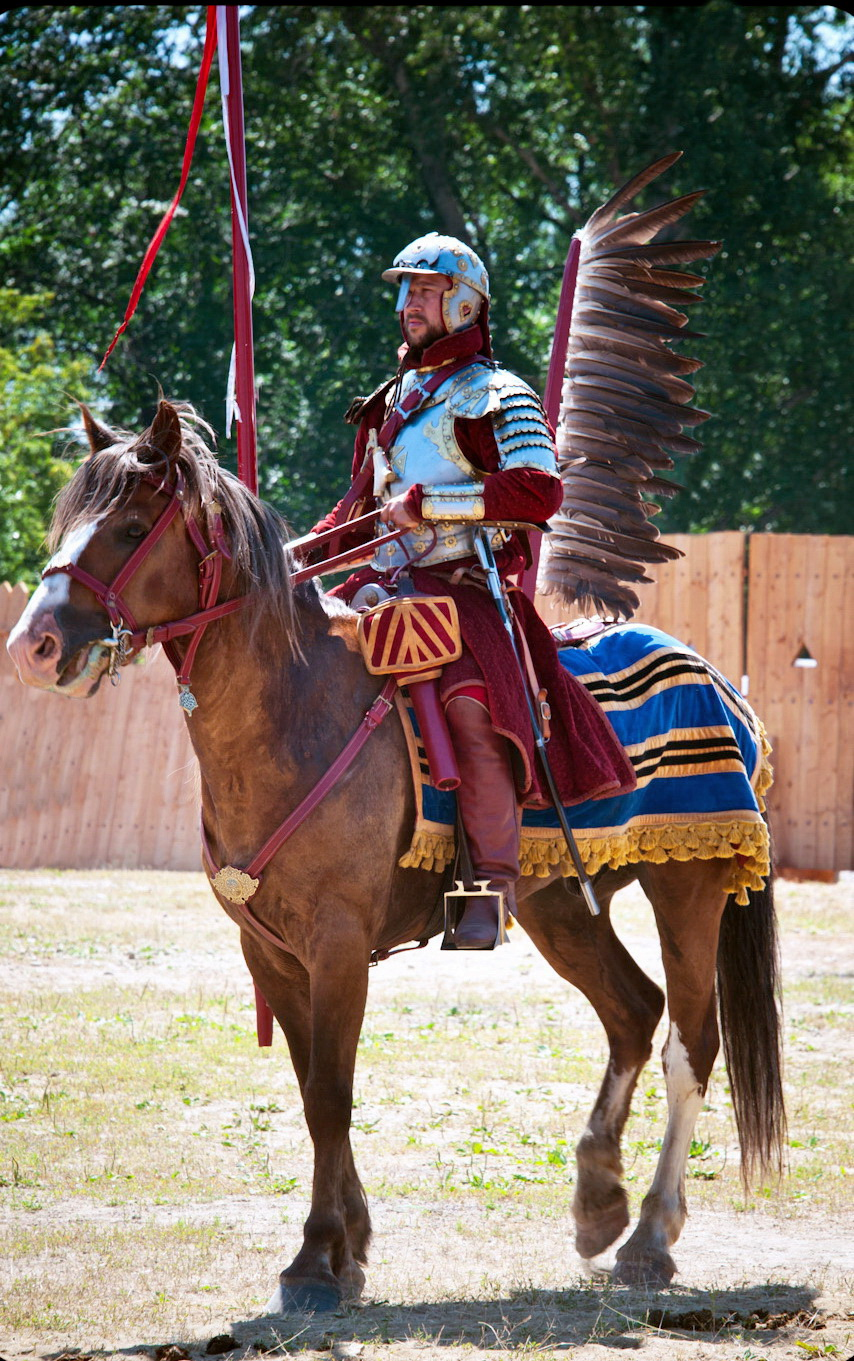
一个有翼轻骑兵的历史复原，2013年

最初，波兰王国的第一支轻骑兵部队是1503年由波兰议会组建的，他们雇佣了三支匈牙利雇佣军。很快，波兰公民也开始接受招募。与文艺复兴时期的重装长矛兵相比，塞尔维亚-匈牙利轻骑兵更为可有可无，因此在16世纪早期的波兰王权胜利中，塞尔维亚-匈牙利轻骑兵扮演了一个相当次要的角色，例如在奥尔萨（1514年）和奥伯丁（1531年）的胜利。在16世纪中期所谓的“过渡时期”，在南部边境服役的波兰Obrona Potoczna骑兵部队中，重型骠骑兵在很大程度上取代了骑着装甲战马的长矛兵。

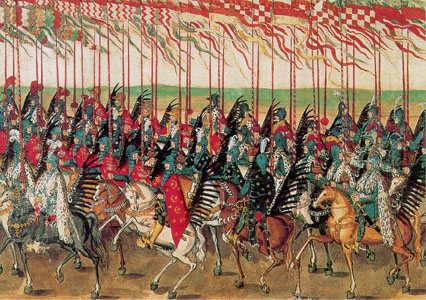
波兰翼骑兵进入克拉科夫，1605年所谓斯德哥尔摩名册的细节。

真正的有“翼轻骑兵”是在1570年代随着波兰国王和立陶宛大公斯蒂芬·巴斯利的改革而来，后来由波兰国王和立陶宛大公约翰三世·索比斯基领导。从1570年代到1776年，骠骑兵是波兰军队中最重要的，甚至是最菁英的骑兵部队，他们的职责和传统由议会法令传给了枪骑兵。大多数骠骑兵是从较富裕的波兰贵族(szlachta)中招募的。每个骠骑兵托瓦兹兹(“同志”)都筹募自己的 poczet（波兰最小的作战单位）、武器以及随从。几个poczet被组合起来形成一个轻骑兵军团。
在16世纪的发展过程中，匈牙利的骠骑兵变得更重了：他们放弃了木质盾牌，采用了镀金属的防弹衣。当巴斯利被选为波兰国王，后来又于1576年被接纳为立陶宛大公时，他重组了皇家卫队的骠骑兵，使之成为一个以长枪为主要武器的重阵。到巴瑟利统治时期（1576年－1586年），骠骑兵已经取代了中世纪风格的波兰皇家军队的长矛兵，他们现在组成了波兰骑兵的主体。到了16世纪90年代，大多数波兰轻骑兵部队都按照同样的“重型”模式进行了改革。这些重型骠骑兵在波兰被称为Husaria。
随着1577年的鲁比色战役，翼骑兵的“黄金时代”开始了。从那时到1683年维也纳之战，骠骑兵与各种各样的敌人进行了多次战斗，大部分都取得了胜利。例如，在波兰-莫斯科战争期间的克鲁辛战役中，俄国军队的人数是联邦军队的五倍，但却惨败。
轻骑兵的角色逐渐演变成一种侦察和高级侦察能力。由于他们的盔甲和重型武器被遗弃，他们的制服变得更加精致。在18世纪，随着步兵武器变得更加有效，重骑兵凭借其冲入和突破步兵单位的战术，变得越来越过时，翼骑兵从菁英战斗单位转变为阅兵单位。
|                                      | 翼骑兵不是用鸵鸟的羽毛，而是在背上的盔甲上挂着木制的弧形饰物，并把它们举过头顶。这些弧，连同从中伸出的竖起的羽毛，被染成各种颜色，模仿月桂树枝或棕榈叶，看起来是一种奇怪的美丽景象…… |
| ——Jędrzej Kitowicz（1728年－1804年） | |

骠骑兵以他们巨大的“翅膀”而闻名，那是一个木制的框架，上面承载着鹰、鸵鸟、天鹅或鹅的羽毛。在16世纪，有特色的彩绘翅膀或翼爪开始出现在骑兵盾牌上。最常见的说法是，骠骑兵之所以戴着双翼，是因为他们发出一种响亮的咔哒咔哒的声音，让人觉得骑兵比实际大得多，吓着了敌人的马。其他可能的解释包括，制作翅膀是为了保护人的背部不受刀剑和套索的伤害，或者是为了让自己的马听不见奥斯曼帝国和克里米亚鞑靼人使用的木制噪音制造者。

## 遗产
波兰陆军第一装甲师的徽章灵感来自于翼骑兵的盔甲。